# Concert du nouvel an 1976 à Vienne
Le concert du nouvel an 1976 de l'orchestre philharmonique de Vienne, qui a lieu le 1er janvier 1976, est le 36e concert du nouvel an donné au Musikverein, à Vienne, en Autriche. Il est dirigé pour la 22e fois consécutive par le chef d'orchestre autrichien Willi Boskovsky.
Johann Strauss II y est toujours le compositeur principal, mais ses frères Josef et Eduard font leur retour avec respectivement trois et une pièces,  et leur père Johann clôt le concert avec sa célèbre Marche de Radetzky. Le compositeur autrichien Carl Michael Ziehrer  est aussi de nouveau au programme après quatre ans, avec une valse, l'une des trois pièces jouées pour la première fois au concert du nouvel an.

## Programme
Les pièces suivies d'un astérisque (*) sont jouées pour la première fois.

### Première partie
1. Johann Strauss II : ouverture de l'opérette Prinz Methusalem (de)
2. Josef Strauss : Transactionen, valse, op. 184
3. Johann Strauss II : Fata morgana, polka-mazurka, op. 330
4. Johann Strauss II : Leichtes Blut, polka rapide, op. 319
5. Johann Strauss II : Accelerationen, valse, op.234

### Deuxième partie
1. Johann Strauss II : ouverture de l'opérette Die Blindekuh (de)*
2. Johann Strauss II : Schatz-Walzer, valse, op. 418*
3. Josef Strauss : Eingesendet, polka rapide, op. 240
4. Josef Strauss : Die Libelle, polka-mazurka, op. 204
5. Eduard Strauss : Mit Dampf, polka rapide, op. 70
6. Carl Michael Ziehrer : Faschingskinder, valse, op. 382*
7. Johann Strauss II : Neue Pizzicato-Polka, polka, op. 449
8. Johann Strauss II : Seid umschlungen Millionen, valse, op. 443

### Rappels
1. Johann Strauss II : So ängstlich sind wir nicht!, polka rapide, op. 413
2. Johann Strauss II : Le Beau Danube bleu, valse, op. 314
3. Johann Strauss : Marche de Radetzky, marche, op. 228